# Céline Dept
Céline Dept, née le 8 décembre 1999 à Ostende, est une influenceuse et vidéaste web belge connue pour ses vidéos sur les plateformes TikTok et YouTube.

## Biographie

### Carrière
Elle commence à publier des vidéos sur la plateforme TikTok en avril 2019,. 
En mai 2023, elle compte plus de 12 millions de followers sur TikTok, ce qui fait d'elle la TikTokeuse belge la plus suivie[réf. souhaitée].
En juillet 2025, elle atteint le pallier des 50 millions d'abonnés sur YouTube.

#### Kings World Cup (2024)
Présidente de l'équipe Deptostra FC avec Eden Hazard, son équipe se fait éliminer le 29 mai 2024 de la compétition par le PIO FC.

## Distinctions
| Année | Prix                       | Catégorie              | Résultat   |
| ----- | -------------------------- | ---------------------- | ---------- |
| 2020  | Het gala van de gouden K’s | Grave griet de l'année | Nomination |
| 2020  | Het gala van de gouden K’s | Star TikTok de l'année | Nomination |
| 2021  | De Jamies                  | Meilleur TikTok        | Nomination |